# Římskokatolická farnost Krupka
Římskokatolická farnost Krupka (lat. Graupen, Grupna) je církevní správní jednotka sdružující římské katolíky na území města Krupka a v jeho okolí. Organizačně spadá do teplického vikariátu, který je jedním z 10 vikariátů litoměřické diecéze.

## Historie farnosti
Velmi stará farnost, tj. pocházející ze středověku. Matriky jsou vedeny od roku 1624.

### Duchovní správcové vedoucí farnost
Začátek působnosti jmenovaného v duchovní správě farnosti od:
- Adauctus Liphardus OFM Conv.
- 1634   Georgius Simonis
- 1653   Michaël Leopold. Schrummel
- 1666   Sigismundus Hundenberger
- 1673   Adalbertus Runge
- 1675   admin. Franciscus  Schütz
- 1675   Georgius Preisler
- 1686   Sigismundus Hofmann
- 1699   Augustinus Graff
- 1718   W.W. Groh
- 1755   Georg. Adalbert. Habel, † 20. 5. 1802
- 1802   Casp. Schmidt, n. 7. 11. 1769 Dittmannsdorf. (Sil.), o. 16. 12. 1794, † 29. 9. 1845
- 1846   par. vacat, admin. Ign. Eifler
- 1847   Ign. Eifler, n. 25. 10. 1799 Reichenberg, o. 27. 8. 1825, † 16. 12. 1857
- 1858   Clem. Posselt, n. 16. 10. 1818 Wiesenthal. o. 25. 7.1844, † 3. 10. 1879
- 1861   Franc. Görbrich, n. 17. 1. 1811 Theresiopol., o. 3. 8. 1835
- 1882   Rud. Franz, n. 14. 3. 1832 Niederliebich, o. 26. 7. 1858, † 24. 6. 1899
- 1893   par. vacat, admin. int. Ludovic. Meinl
- 1900   Lud. Meinl, n. 16. 3. 1858 Neudek, o. 3. 6. 1883, † 10. 3. 1918
- 1903   par. vacat, admin. interc. Benedict. Križ
- 1904   Benedict. Kríž n. 11. 5. 1871 Křižink, o. 25. 7. 1894
- 1913   par. vacat admin. int. Godefr. Tengel
- 1914   Alfred Pattloch, n. 16. 11. 1873 Colonia (G.), o. 17. 7. 1904, † 16. 4. 1947
- 1923   Josef Bittner, n. 8. 1. 1877 Gross Schönau, o. 13. 7. 1902, † 3. 9. 1970
- 1. 12. 1939 par. vacat, admin. Alfons Kunz
- 1. 11. 1945 Josef Bunda S.J.
- 1. 10. 1946 Jan Kolář
- 1. 9.  1950 František Blaise
- 23. 6. 1951 Antonín Hanáček
- 24. 9. 1968 Josef Cukr, S.J., admin. exc.
- 1. 1.  1993 Jiří Majkov S.J.
- 1. 3.  1994 Miroslav Brtva S.J.
- 1. 3. 2001 Jozef Piroh
- 1. 7.  2003 Pavel Mikeš
- 15. 9. 2004 Michael-Philipp Irmer, admin. exc. in spiritualibus
  - 1. 1. 2014 Mgr. Jiří Breu, trvalý jáhen, admin. in materialibus
  - 4. 7. 2021 Christopher Cantzen, farní vikář[3]

Kromě kněží stojících v čele farnosti, působili ve farnosti v průběhu její historie i jiní kněží. Většinou pracovali jako farní vikáři, kaplani, katecheté, výpomocní duchovní aj.

## Území farnosti
Do farnosti náleží území obce:
- Horní Krupka (Obergraupen)[p 2]
- Komáří Vížka,[2] Komáří Hůrka[4] (Mückenberg)[p 2]
- Krupka (Graupen)[p 2]
- Sobědruhy (Soborten)[p 2]
- Vrchoslav (Rosenthal)[p 2]

## Římskokatolické sakrální stavby a místa kultu na území farnosti
| | Fotografie | Stavba                             | Místo        | Bohoslužby                      | Zeměpisné souřadnice             | Status                                 | Číslo kulturní památky                       |
| Kostely | Kostely    | Kostely                            | Kostely      | Kostely                         | Kostely                          | Kostely                                | Kostely                                      |
| --- | ---------- | ---------------------------------- | ------------ | ------------------------------- | -------------------------------- | -------------------------------------- | -------------------------------------------- |
| 1. |            | Kostel Nanebevzetí Panny Marie     | Krupka       | bližší informace o bohoslužbách | 50°41′10″ s. š., 13°51′22″ v. d. | farní kostel                           | 43267/5-2644 (Pk•MIS•Sez•Obr•WD) (Q12030338) |
| 2. |            | Kostel sv. Anny                    | Krupka       | bližší informace o bohoslužbách | 50°41′3″ s. š., 13°51′39″ v. d.  | filiální kostel, hřbitovní             | 43694/5-2646 (Pk•MIS•Sez•Obr•WD) (Q24771575) |
| 3. |            | Kostel sv. Ducha                   | Krupka       | bližší informace o bohoslužbách | 50°41′6″ s. š., 13°51′25″ v. d.  | filiální kostel                        | 42713/5-2645 (Pk•MIS•Sez•Obr•WD) (Q17269206) |
| 4. |            | Kostel sv. Prokopa                 | Krupka       | bližší informace o bohoslužbách | 50°40′14″ s. š., 13°51′48″ v. d. | filiální kostel, hřbitovní             | 43086/5-2641 (Pk•MIS•Sez•Obr•WD) (Q24855216) |
| Kaple |            |                                    |              |                                 |                                  |                                        |                                              |
| 5. |            | Kaple sv. Wolfganga                | Horní Krupka | bližší informace o bohoslužbách | 50°42′23″ s. š., 13°51′10″ v. d. | kaple                                  | —                                            |
| Zaniklé sakrální objekty |            |                                    |              |                                 |                                  |                                        |                                              |
| 6. |            | Kaple sv. Antonína Paduánského     | Vrchoslav    | nelze sloužit                   | 50°40′48″ s. š., 13°51′21″ v. d. | v 70. letech 20. století zbořená kaple | —                                            |
| 7. |            | Kaple Nejsvětějšího Srdce Ježíšova | Sobědruhy    | nelze sloužit                   | 50°39′38″ s. š., 13°51′11″ v. d. | zbořená kaple                          | —                                            |
| Některé drobné sakrální stavby a pamětihodnosti lze dohledat zde v databázi Drobné sakrální památky Zaniklé sakrální stavby lze dohledat zde v databázi Poškozené a zničené kostely, kaple a synagogy v České republice |            |                                    |              |                                 |                                  |                                        |                                              |

Ve farnosti se mohou nacházet i další drobné sakrální stavby, místa římskokatolického kultu a pamětihodnosti, které neobsahuje tato tabulka.

## Příslušnost k farnímu obvodu
Z důvodu efektivity duchovní správy byl vytvořen farní obvod (kolatura) farnosti Mariánské Radčice, jehož součástí je i farnost Krupka, která je tak spravována excurrendo.